# E.T. (videogioco)
E.T. the Extra-Terrestrial, meglio noto come E.T. (così appare anche nella schermata introduttiva), è un videogioco basato sul film E.T. l'extra-terrestre, sviluppato da Howard Scott Warshaw nel 1982 per la console Atari 2600. Comunemente il gioco è ritenuto un prodotto scadente e frettoloso, che Atari sperava di vendere solo grazie alla celebrità del proprio nome e di quello del personaggio di E.T.
Il videogioco è considerato spesso uno dei videogiochi peggiori di tutti i tempi ed è anche uno dei più grossi flop commerciali di Atari, che ha causato all'azienda perdite di milioni di dollari. Nonostante infatti avesse inizialmente fatto registrare buone vendite, molte copie rimasero invendute nei magazzini. Atari fu perciò costretta a seppellire in una discarica di Alamogordo, nel Nuovo Messico, molte cartucce di E.T., insieme ad altri titoli come Pac-Man e Centipede. L'evento divenne parzialmente una leggenda metropolitana e le cifre vennero ingigantite, parlando di "milioni" di cartucce di E.T., ma in realtà vennero seppellite circa 728.000 cartucce, delle quali solo una piccola parte erano di E.T., e altro materiale elettronico. Il 28 aprile 2014 le cartucce sono state recuperate nella discarica: i pezzi recuperati sono stati in parte venduti come cimeli e in parte conservati.

## Modalità di gioco
Il giocatore controlla l'alieno E.T., che deve attraversare vari schermi per ottenere i tre pezzi necessari a costruire un telefono, che gli permetterà di "telefonare a casa". I pezzi del telefono possono essere trovati dentro delle grandi buche, oppure collezionando 9 Reese's Pieces (una caramella statunitense): chiamando Elliot quando si hanno 9 caramelle, egli le scambierà con 1 pezzo del telefono.
Il giocatore inoltre deve evitare un agente dell'FBI e uno scienziato che lo cercano. Se lo scienziato cattura E.T. il giocatore è portato allo schermo di Washington, ma un giocatore abile può scappare prima che lo scienziato lo porti al prossimo schermo. Se l'agente dell'FBI tocca E.T. un pezzo del telefono gli sarà confiscato e tornerà in una buca a caso (se E.T. non ha nessun pezzo del telefono gli verranno confiscati tutti i Reese's Pieces, e se non ha nulla con sé l'agente non gli confischerà nulla).
E.T. può spostarsi in tutte le direzioni aggirando gli ostacoli, e può compiere diversi tipi di azioni speciali, anche con l'uso dei propri poteri straordinari, premendo il pulsante quando i relativi simboli compaiono in cima allo schermo.
E.T. inizia il gioco con 9999 punti di energia. Ogni azione, incluso il movimento, fa diminuire i punti di energia. E.T. può usare i Reese's Pieces in una zona detta "mangia la caramella" per recuperare energia. Se perde tutti i punti di energia diventa bianco e muore. Per tre volte a gioco Elliot può apparire e resuscitare E.T., permettendo al giocatore di continuare il gioco con 1500 punti. Si guadagna un'altra resurrezione se si trova un fiore appassito.
Quattro delle sei schermate esistenti contengono le grandi buche; E.T. perde dell'energia se ci cade dentro, e per uscire deve usare l'azione speciale della levitazione. Tuttavia, poiché nelle buche si possono trovare i pezzi del telefono e dei fiori appassiti, spesso il giocatore ci deve cadere dentro intenzionalmente.
Quando E.T. riesce a raccogliere tutti i 3 pezzi del telefono il giocatore può chiamare l'astronave in una zona in cui è permesso compiere tale azione. A questo punto parte un conto alla rovescia, entro il quale bisogna raggiungere il punto di atterraggio nella foresta. Qui, se non ci sono umani nei paraggi, la nave apparirà e farà salire a bordo E.T..
Il gioco ricomincia da capo senza aumentare in difficoltà o subire alcune variazioni. La difficoltà può essere variata solo globalmente e manualmente tramite un'apposita impostazione. I livelli più facili riducono i due inseguitori di E.T. a uno o a nessuno.

## Sviluppo
Quando nel 1982 uscì il famoso film ben presto scoppiò una "ET-mania" di dimensioni mondiali.
Steve Ross, l'amministratore delegato di Warner Communications, a cui Atari apparteneva, pensò di fare un videogioco sul film in modo da sfruttarne il successo. Warner chiese e ottenne quindi da Steven Spielberg e dalla Universal la licenza per produrre il gioco pagando 20-25 milioni di dollari, un vero record per i tempi. Ross informò l'allora presidente di Atari, Ray Kassar, dell'acquisto dei diritti del film e della volontà di Warner di veder pubblicato da Atari un videogioco su E.T.
Il compito di programmare il gioco fu affidato a Howard Scott Warshaw, che in precedenza aveva creato I predatori dell'arca perduta, adattamento basato sull'omonimo film di Steven Spielberg. Warshaw dovette però creare da zero il gioco in sole 5 settimane in modo che ipotesse essere messo in vendita per le festività di Natale di quell'anno. Ma la frettolosità con cui venne sviluppato ne pregiudicò la qualità. Invece di rendere E.T. un videogame tipo Pac-Man Warshaw provò a portare avanti un'idea più originale: pensò ad un'impostazione che era più basata sulla storia del film, nella speranza di creare un gioco che potesse catturare un po' della sentimentalità che aveva visto nella pellicola, ma alla fine non riuscì a sviluppare tutte le sue idee a causa del poco tempo a disposizione per completare il gioco. Dopo aver finito di lavorare sul design del gioco in due giorni, Warshaw presentò l'idea a Kassar prima di iniziare a scrivere il codice e poi effettuarne il debugging.

## Vendite

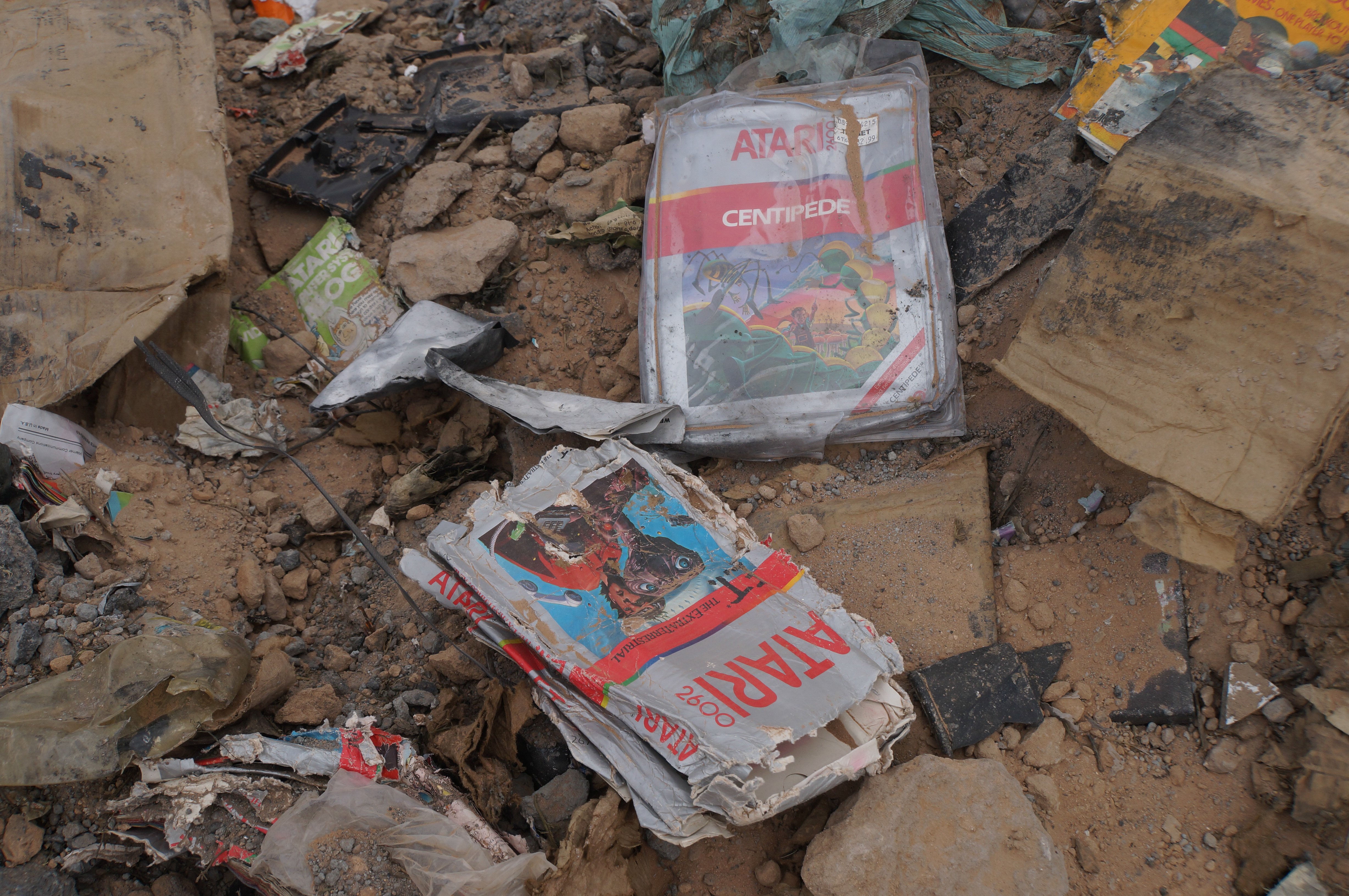
Una cartuccia del videogioco E.T. ritrovata sepolta in Nuovo Messico

Nonostante inizialmente il gioco fosse riuscito a vendere abbastanza bene (risulta l'ottavo gioco più venduto targato Atari, con oltre 1,5 milioni di copie) alla lunga risultò comunque un flop commerciale poiché fece perdere ad Atari milioni di dollari a causa dei folli costi di pubblicità, di licenza e di produzione (Atari ne distribuì a scatola chiusa oltre 4 milioni di copie, una cifra faraonica considerando che le console presenti sul mercato non arrivavano a 10 milioni di unità).
Il flop di questo gioco fu uno dei fattori che causarono il fallimento di Atari, che perse nel 1983 ben 536 milioni di dollari: a causa di queste perdite la società fu divisa e il reparto console venduto nel 1984.

## Critica

### "Il peggior videogioco di tutti i tempi"
E.T. è stato indicato da molti recensori di videogiochi come uno dei peggiori giochi di tutti i tempi. Difatti nella classifica dei 20 peggiori giochi pubblicata sul 150º numero della rivista Electronic Gaming Monthly ha ottenuto il primo posto. Anche secondo la rivista FHM è il peggior videogioco di tutti i tempi. Inoltre il programma televisivo X-Play, trasmesso su G4, gli ha assegnato il punteggio di 0/5, il punteggio più basso assegnato da quel programma, e nella classifica dei 10 più grandi fiaschi di tutti i tempi stilata da un altro programma trasmesso su G4, Filter, ha ottenuto il primo posto. Anche secondo PC World, E.T. è il peggior videogioco di tutti i tempi.
Secondo Classic Gaming E.T. è così brutto che la parte migliore è la schermata iniziale.

### Altri punti di vista
Il titolo di "peggior videogioco di tutti i tempi" con cui viene etichettato E.T. è anche influenzato dal suo famoso fallimento commerciale, che fu causato dalle alte aspettative riposte sul gioco. Quando viene comparato oggettivamente ad altri, meno famosi, videogiochi per Atari 2600, E.T. non viene necessariamente considerato quello più brutto in assoluto. Ad esempio in una classifica dei peggiori giochi della storia secondo The Guardian (2015) E.T. è all'undicesimo posto, mentre un altro gioco per Atari 2600, Custer's Revenge, è all'ottavo.
Secondo alcuni giocatori che hanno giocato a una grande varietà di videogiochi per Atari 2600, titoli come Karate, Skeet Shoot, Custer's Revenge e Sssnake sono peggiori di E.T. Alcuni giocatori si divertono ancora a giocare a quel gioco. Howard Scott Warshaw, il programmatore, ritiene di aver fatto un buon lavoro in proporzione al tempo e ai problemi avuti.
E.T. è un gioco di comprensione non immediata, con impostazione in parte da avventura, e richiede la lettura delle istruzioni, a differenza di molti semplici giochi d'azione dell'epoca; è possibile quindi che non venga apprezzato appieno per mancanza di conoscenza delle sue meccaniche.
Le recensioni della critica dei suoi tempi furono variabili e non così negative, ad esempio l'autorevole newsletter statunitense The Video Game Update gli diede una votazione di 3 su 4. Diverse altre riviste dell'epoca assegnarono a E.T. giudizi sufficienti o buoni, tra cui un 5 su 6 della francese Tilt, mentre i giudizi negativi o fortemente negativi vengono in prevalenza da recensioni in retrospettiva di molti anni dopo.